# Salamandra salamandra beschkovi
Salamandra salamandra beschkovi is een salamander uit de familie echte salamanders (Salamandridae). Het is een ondersoort van de vuursalamander (Salamandra salamandra).
De salamander is endemisch in Bulgarije, en komt alleen voor ten noorden van het Piringebergte.